# Takuma Nakahira
Takuma Nakahira (en japonès 中平 卓馬, Nakahira Takuma), 6 de juliol de 1938 – 1 de setembre de 2015, va ser un fotògraf, crític i teòric japonès. Va ser membre de l'influent col·lectiu aplegat al voltant de la revista Provoke, va tenir un paper central en el desenvolupament del discurs sobre el paisatge (fūkei-ron), i va ser una de les veus més prominents de la fotografia japonesa dels anys 1970s.

## Vida i obra
Nascut a Tòquio, Nakahira va assistir a la Universitat d'Estudis Estrangers de Tòquio, de la qual es va graduar el 1963 amb una llicenciatura en espanyol. Després de graduar-se, va començar a treballar com a editor a la revista d'art Contemporary view (Gendai no me), temps durant el qual va publicar la seva obra amb el pseudònim d'Akira Yuzuki (柚木明).

### Provoke(1968–70)
Dos anys més tard, va deixar la revista per ajudar a organitzar la gran exposició de 1968 Cent anys de fotografia: la història de l'expressió fotogràfica japonesa per invitació de Shōmei Tōmatsu, un esforç al qual també va contribuir el crític fotogràfic Kōji Taki. L'any 1968, ell i Taki es van unir amb el fotògraf Yutaka Takanashi i el crític Takahiko Okada per fundar la revista Provoke: Provocative documents for the sake of thought. En el segon número, Daidō Moriyama s'havia unit al grup, però Provoke va deixar de publicar-se amb el seu tercer número (First discard the world of pseudocertainty: the thinking behind photography and language) el març de 1970. Nakahira i els altres membres de Provoke eren ben coneguts pel que es va anomenar el seu estil "are, bure, boke " (aspre, borrós i desenfocat), associat a l'espontaneïtat i, per tant, suposadament una confrontació més directa amb la realitat, ja que evitaria el control conscient de la imatge.

### Per una llengua que vindrà(1970) i la teoria del paisatge
Mentre treballava a Provoke, Nakahira va publicar el seu primer fotollibre, For a Language to Come (Kitarubeki kotoba no tame ni), que ha estat descrit com "una obra mestra del reduccionisme". Ryūichi Kaneko i Ivan Vartanian destaquen el llibre al seu recopilatori sobre fotollibres japonesos fonamentals dels anys 60 i 70, i Martin Parr i Gerry Badger l'inclouen al primer volum de la seva història internacional dels fotollibres. Vartanian descriu el volum com a exemplar de la visió i el concepte de fotografia de Provoke en l'ús que Nakahira fa de l'estil are, bure, boke, però també per presentar instantànies a pàgina completa de racons anònims de Tòquio que es creuen o s'ajunten entre si al llom del llibre. Vartanian argumenta que "En esborrar la funcionalitat convencional de la fotografia com a document, memòria, verificació, emoció i narrativa, va revelar la naturalesa il·lusòria de la fotografia com a conducte d'informació o representació de la realitat, alhora que subratllava l'única realitat tangible disponible per a l'espectador: la imatge impresa", evitant la documentació de qüestions socials per presentar una perspectiva personal i diarística.
Tanmateix, l'historiador cultural Franz Prichard llegeix el llibre com a íntimament preocupat per les circumstàncies socials de Tòquio dels anys setanta, considerant la relació del volum amb la perspectiva de Nakahira sobre la fukei-ron (teoria del paisatge). Prichard argumenta que aquestes imatges funcionen com a fragments d'un paisatge urbà en transició, "suspès entre construcció i destrucció, i marcat per l'expansió grotesca i la reconstrucció del Japó urbà de postguerra". Nakahira, el cineasta Masao Adachi i el crític Yūsuke Nakahara van articular cèlebrement el discurs del paisatge japonès en una taula rodona per al setmanari Shashin eizō (Imatge fotogràfica) l'octubre de 1970, tot i que el concepte es va originar amb els escrits del crític Masao Matsuda sobre la pel·lícula de 1969 AKA Serial Killer, en què Adachi i Matsuda havien col·laborat. AKA Serial Killer va qüestionar la narrativa comuna sobre l'origen de la conducta criminal de l'assassí en sèrie Norio Nagayama com a arrelada al medi ambient, especialment a les circumstàncies socioeconòmiques de la seva educació, per tal de complicar l'estructura binària d'oposició del pensament polític japonès a finals dels anys seixanta. Amb aquest objectiu, la pel·lícula va traçar els seus moviments enregistrant plans de paisatge als llocs on havia viscut i presentant-los successivament. L'efecte previst era un aplanament de la individualitat d'aquests llocs en una "constel·lació de poder que abastava tant perifèries rurals com centres urbans", que Prichard relaciona amb les fotografies de trens, carrers nocturns, autobusos, molls i altres exemples materials de infraestructura urbana que la càmera de Nakahira va captar a For a Language to Come. Aquesta perspectiva del paisatge contemporani com a element amenaçador, homogeni i lligat a la geopolítica capitalista es fa clara en els comentaris de Nakahira durant la taula rodona de 1970:
Però, concretament, el meu interès, o el que em preocupa, és que estic mirant, miro, i el món està separat de mi per la meva mirada. Aquest món separat és el que penso com a paisatge. Només miro en la distància, incapaç d'intervenir en el paisatge que tinc davant meu com a ésser viu. Això és frustrant i també tràgic. Així és com sempre m'he sentit mirant pel visor. Però, al mateix temps, no em torna la mirada en aquest mateix paisatge, i aleshores sóc jo qui em mira? Potser és el món el que té la mirada. Es manifesta com una cosa aterridora, però m'interessa més aquesta inversió en reconeixement. Per a Matsuda és ridícul referir-se a l'autòcton o a una oposició del local o de la perifèria al centre, ja que la lògica de l'imperialisme japonès o del capitalisme japonès ho ha pintat tot de manera que apareix només com un paisatge homogeni. No pots deixar de reconèixer que com més mires aquest paisatge, més et veus. La qüestió és com suportar la mirada de l'enemic. Estic segur que Matsuda va escriure sobre com de crucial és per a nosaltres tallar o capgirar aquest paisatge en aquest moment.
Estudiosos com Prichard, la historiadora del cinema Yuriko Furuhata, l'historiador de l'art Ken Yoshida i el comissari Charles Merewether destaquen la importància d'aquesta crítica dels efectes del capitalisme japonès de l'era de creixement ràpid i la seva recerca del progrés en el paisatge japonès el 1970 per a Provoke en general, però sobretot per a Nakahira. Per tant, Nakahira es va veure pertorbat al trobar que aquest estil are, bure, boke s'apropiava per la publicitat comercial, especialment per la campanya Discover Japan de Japan Railways. Discover Japan, que havia començat el mateix any que es va publicar For a Language to Come, es va fer servir com a mitjà per promoure els viatges als ferrocarrils nacionals recentment ampliats després de l'inevitable baixada del turisme posterior a l'Expo '70 i, per tant, estaven estretament relacionats amb un gran creixement capitalista de l'època, el nacionalisme japonès i la geopolítica de l'època de la Guerra Freda. Nakahira va publicar una resposta a aquesta campanya en col·laboració amb el fotògraf Kazuo Kitai per al número de maig de 1972 d'Asahi Camera titulat "Discovered Japan". En contra d'aquesta apropiació del seu estil anterior, Nakahira va reunir imatges de detritus urbans que Yoshida descriu com "registres d'esborrament i esgotament, fets en llocs de deteriorament i depressió incapaços de suportar una vida adequada (…) Les coses desarrelades no aconsegueixen establir un tot cohesionat o una lògica sintàctica, ja que les restes es passegen sense sentit en un estat de qualsevol espai, sigui el que sigui: un vell pal elèctric, un fotograma inclinat d'un sedan, escombraries, un peix mort." Prichard identifica aquest incident com un punt d'inflexió important en la pràctica post-Provoke de Nakahira que el porta a prendre una posició crítica cap a la seva creença idealista en la capacitat d'un estil particular per evitar la cooptació per les forces de la mercantilització.

### Circulació: data, lloc, esdeveniment(1971)
El 1971, Okada Takahiko, company de Provoke i comissari japonès de la 7a Biennal de París, va convidar Nakahira a participar en l'esdeveniment internacional. En lloc de mostrar el treball existent en aquesta plataforma destacada, Nakahira va optar per crear una obra completament nova basada en la seva trobada amb París, titulada Circulation: Date Place, Even. Al llarg d'una setmana, Nakahira va disparar aproximadament dues-centes imatges al dia, revelant-les com a impressions de 8 x 10 i penjant-les a l'espai d'exposició mentre encara eren molles. En conseqüència, la instal·lació va créixer al llarg de la setmana, donant a l'obra un element performatiu que, segons l'historiador i comissari Yuri Mitsuda, el mateix Nakahira va veure com la transformació de les seves fotografies en accions, explorant la "relació que envolta 'jo que veig' i 'jo que sóc vist.' " Prichard assenyala que, a diferència dels seus treballs anteriors de l'era Provoke, aquesta sèrie fotogràfica també implicava un procés de remediació o combinació de medis d'expressió en què un tipus de suport s'incorpora a un altre tipus de suport, com es veu en la inclusió de fotografies de mitjans impresos, pantalles de televisió, rètols de carrers, notícies de teletip i més dins de la instal·lació. Combinat amb el títol "Circulació", aquest treball s'entén generalment com tractant de la fotografia com una acció dins del moment present. Mitsuda interpreta el projecte com un abandonament de la universalitat, mentre que Prichard amplia aquesta postura per posicionar-lo com un mètode per criticar les ecologies dels mitjans urbans locals a través de l'exemple de París el 1971.

### Per què un diccionari botànic il·lustrat(1973–77)
Quan Nakahira va publicar Why an Illustrated Botanical Dictionary (Naze, shokubutsu zukan ka) l'any 1973, s'havia allunyat definitivament de l'estil are, bure, boke i, en canvi, es va dirigir cap a un tipus de fotografia de catàleg despullada del sentimentalisme de la fotografia feta amb càmera portàtil, una fotografia semblant a les il·lustracions d'llibres de referència. El mateix llibre combinava fotografies que havia publicat anteriorment en altres publicacions periòdiques del 1971 al 1973 amb textos escrits entre el 1967 i el 72. S'entén àmpliament que el canvi realitzat en aquest volum cap a la idea d'un diccionari va ser un intent de despullar la mà de l'autor i presentar el món al voltant de Nakahira d'una forma més clara i reveladora, però la interpretació del que això significa continua sent controvertida. Phillip Charrier sosté que això representa un retorn a les primeres discussions fotogràfiques japoneses després de la Segona Guerra Mundial sobre el "realisme" com a recerca d'una veritat objectiva basada en l'objectivitat científico-mecànica deshumanitzada de la lent de la càmera. Aquest argument porta a Charrier a criticar Nakahira per una "fotografia realista centrada en la càmera", produint imatges altament tècniques, "normals" o "avorrides" que, segons ell, no són ni conceptuals ni deconstructives, per molt semblants que puguin semblar a altres fotografies postmodernes.
En contrast amb la lectura de Charrier, Prichard llegeix els textos i les imatges seguint un enfocament basat en processos sobre el model d'un diccionari. En aquesta lectura, el diccionari és, segons l'assaig introductori de Nakahira al volum, "mai un tot que s'ha construït privilegiant alguna cosa i fent-ne el centre... sinó que les parts romanen sempre parts. .. El mètode del diccionari il·lustrat és la juxtaposició absoluta. És aquest mètode de juxtaposició, o enumeració, el que ha de ser el meu mètode." Prichard assenyala com aquests textos i imatges ja existents, publicats en altres fonts i ordenats per data i no per temàtica, segueixen la lògica d'un diccionari il·lustrat tant negant la mà de l'autor en l'organització de les parts com deixant els elements reunits com a fragments., sense sentit general. No obstant això, en relacionar aquesta metodologia amb la del treball de Circulation de Nakahira de 1971 i, a més, assenyalant que aquestes imatges i textos es van publicar anteriorment a la mediasfera japonesa, Prichard veu Why an Illustrated Botanical Dictionary com una continuació de la crítica d'les ecologies dels mitjans.

### Desbordamenti Pensament Arxipelàgic, 1974–77
Prichard llegeix a més la instal·lació Overflow de Nakahira de 1974 (Hanran, homònim de "revolta"), que es va produir mentre Nakahira estava muntant Why and Illustrated Botanical Dictionary i marca el primer ús de Nakahira de la fotografia en color en una instal·lació de museu, com a continuació de la metodologia de Per què un diccionari botànic il·lustrat. Igual que el llibre, la majoria de les fotografies de Overflow s'havien publicat prèviament en mitjans impresos com Asahi Journal entre 1969 i 74. Amb quaranta-vuit fotografies de detalls de l'espai urbà, disposades en una formació horitzontal irregular, Prichard interpreta la instal·lació com un intent de "reorientar els fluxos d'inundació [mediàtica] cap als de la revolta", plantejant un paper per a la fotografia en l'avanç de la causa. de criticar les ecologies mediàtiques contemporànies.
Algun temps després de Why an Illustrated Botanical Dictionary, a mitjans dels anys setanta, Nakahira va decidir marcar la transició en el seu enfocament cremant la majoria dels negatius del seu treball anterior, excepte els de Circulation. A partir de 1974 Nakahira va començar a fotografiar a Okinawa, les illes Amami i les illes Tokara, totes al sud del Japó continental. A partir de 1976 va continuar realitzant projectes fotografiant Hong Kong, Macau, Singapur, Espanya i el Marroc. Tenint en compte el seu interès pels problemes de la política, les infraestructures i els mitjans de comunicació, tant l'historiador i crític de la fotografia Rei Masuda com Prichard van llegir aquests projectes com a cercant connexions entre Japó i el sud-est asiàtic sota les condicions de la geopolítica de la Guerra Freda i el discurs del Tercer Món dels anys setanta.
Un punt de referència per a l'interès de Nakahira en aquests temes van ser els assaigs Yaponesia de l'escriptor Toshio Shimao, basat a Amami, Tohoku. Els assaigs de Shimao, tot i que de vegades depenen massa dels estereotips del sud, proposaven pensar que el Japó estava connectat amb el sud-est asiàtic en lloc de l'Àsia continental. Aquestes idees van resultar influents no només per a Nakahira, sinó també per a Shōmei Tōmatsu, que també fotografiava Okinawa en aquesta època, i el col·lectiu de documentals japonesos Nihon Documentarist Union.
Tot i així, l'enfocament de Nakahira als llocs als confins de l'arxipèlag japonès era més complex que el concepte de Yaponesia de Shimao. Prichard posiciona específicament les fotografies de Tokara de Nakahira com jugant amb la qüestió dels llindars i els límits de la identificació de la comunitat a través de la mirada fotogràfica. Descriu que les imatges d'aquesta sèrie contenen lectures dobles que tracten elements del paisatge, com el mar, com a fronteres. Aquestes imatges poden representar l'acte de "veure com un viatger mirant 'cap a fora' per una carretera desconeguda fins al mar per on van passar, o veure com un illenc mirant a través del camí íntimament familiar fins a la paret del mar que els tanca des del 'fora.' "

### Intoxicació alcohòlica i pràctica posterior al 1977
El 1977, als 39 anys, Nakahira va patir una intoxicació per alcohol i va caure en coma. Com a conseqüència d'aquest trauma, va patir una pèrdua permanent de memòria i afàsia, posant fi efectivament als seus prolífics escrits. Aquest esdeveniment també s'ha entès convencionalment com un canvi en la seva pràctica fotogràfica ja que, després d'un parèntesi de les seves activitats de creació d'imatges, va tornar al mitjà amb un estil força diferent del que era conegut. Els comissaris i crítics fotogràfics Kuraishi Shino i Masuda, però, argumenten que, malgrat les diferències estilístiques amb el seu treball anterior, la pràctica de Nakahira després de 1977 s'ha d'entendre com una continuació conceptual del projecte que va iniciar el 1973 amb Why an Illustrated Botanical Dictionary. Les fotografies de Nakahira posteriors al 1977 es van recollir en tres fotollibres: A New Gaze (1983), Adieu à X (1989) i Hysteric Six Nakahira Takuma (2002). Kuraishi descriu que el treball posterior de Nakahira es va desfer de "prejudicis i planificació avançada" a favor d'una "trobada directa i sense mediació amb el món que inclou el subjecte". El 1990, Nakahira va rebre el premi Society of Photography de la Societat de Fotografia de Tòquio, juntament amb Seiichi Furuya i Nobuyoshi Araki.

### Grau Zero—Yokohama(2003)
El 2003, el reconegut crític de fotografia Shino Kuraishi va organitzar una gran retrospectiva de l'obra de Nakahira al Museu d'Art de Yokohama. L'exposició va reunir unes 800 de les obres i documents més coneguts de Nakahira de la dècada de 1960 juntament amb obres més noves després del seu accident de 1977. L'espectacle es va dividir en sis seccions: For a Language to Come, 1964–73; Treball per a revistes, 1964–74; Circulació: data, hora, esdeveniment, 1971; Desbordament / Ciutat, Trampa 1974; Una nova mirada, 1975–89; i Grau Zero—Yokohama 1993–2003.
El títol de la mostra pretenia fer referència a l'experiència de Nakahira en reiniciar la seva pràctica fotogràfica a Yokohama després de la seva malaltia, i el paper destacat que va tenir Yokohama en la pràctica posterior a la malaltia de Nakahira com a lloc de la seva experiència diària. Degree Zero—Yokohama va presentar finalment Nakahira com un acèrrim crític de la modernitat, així com la fotografia com un mitjà que es va desenvolupar al costat de la modernitat, caracteritzant el seu enfocament com a centrat en trobades directes amb temes que "tant desmunten com, alhora, regeneren els sentit del jo dels fotògrafs".

### Llegat
Tot i que Nakahira sempre va ser una figura important dins dels cercles fotogràfics japonesos, l'augment de la investigació i les exposicions sobre la fotografia japonesa posterior a la Segona Guerra Mundial des dels anys 2000 ha portat a una reavaluació de les contribucions de Nakahira als discursos fotogràfics, mediàtics i artístics japonesos en els darrers anys, especialment fora del Japó. El seu treball s'ha inclòs en exposicions seminals recents d'art japonès posterior a la Segona Guerra Mundial, com ara Art, Anti-Art, Non-Art del Getty Research Institute : Experimentation in the Public Sphere in Postwar Japan, 1950-1970 (2007), el Museu de Tòquio d'Art Modern : 1955-1970 (2012), el Museu de Belles Arts de Houston 's For a New World to Come: Experiments in Japanese Art and Photography 1968–1979 (2015), National Museum of Modern Art, Tokyo 's Things : Rethinking Japanese Photography and Art in the 1970s (2015) i Provoke de l'Art Institute of Chicago: Photography in Japan between Protest and Performance, 1960-1975 (2017).

## Publicacions
- Revista Provoke
  - Tòquio: Provoke-sha, novembre de 1968-març de 1970 OCLC 79849187
  - The Japanese Box - Reimpressió facsímil de sis publicacions fotogràfiques rares de l'era de Provoke, París/Göttingen: Edició 7L / Steidl, 2001. ISBN 9783882433012
  - Tòquio: Nitesha, 2018 (versió facsímil) OCLC 1079065575
- Kitarubeki kotoba no tame ni (Per a una llengua per venir)
  - Tòquio: Fūdosha, 1970. Amb text de Nakahira. OCLC 54748840
  - Tòquio: Osiris, 2010. Amb textos de Nakahira, "La fotografia ha pogut provocar el llenguatge?", "Rebel·lió contra el paisatge: foc als límits de la meva mirada perpètua...". i "Mira la ciutat o, la mirada des de la ciutat", traduït per Franz K. Prichard. ISBN 9784990123987
- Per què un diccionari botànic il·lustrat
  - Tòquio: Shōbun sha, 1973. OCLC 835145367
  - Tòquio: Chikuma Gakugei Bunko, 2007. ISBN 9784480091109
- 「新たなる凝視」(Aratanaru gyōshi), Shōbunsha, 1983. OCLC 10162084
- Adéu a X (AX)
  - Tòquio: Kawade Shobō Shinsha, 1989.ISBN 978-4-309-26111-9 .
  - Tòquio: Kawade Shobō Shinsha, 2006.ISBN 978-4-309-26873-6
- 「日本の写真家36 中平卓馬」 (Fotògrafs japonesos, vol. 36: Takuma Nakahira), Iwanami Shoten, 1999.ISBN 978-4-00-008376-8
- Histèric Six: Takuma Nakahira, Hysteric Glamour: 2002. OCLC 680468397
- Grau Zero: Yokohama , Tòquio: Osiris, 2003.ISBN 978-4-9901239-1-8 (Primera meitat del catàleg per a l'exposició individual al Museu d'Art de Yokohama)
- 「都市 風景 図鑑」 (Toshi fūkei zukan, Llibre d'imatges del paisatge urbà), Tòquio: Getsuyōsha, 2011.ISBN 978-4-901477-82-6
- Documental Takuma Nakahira, Tòquio: Akio Nagasawa Publishing, 2011.ISBN 978-4-904883-34-1
- サーキュレーション : 日付、場所、行為 (Circulació: Data, Lloc, Esdeveniments), Tòquio: Osiris, 2012. ISBN 9784905254010
- 「沖縄写真家シリーズ 琉球烈像 第8巻 沖縄・奄美・吐カ喇 1974-1978」(Sèrie de fotògrafs d'Okinawa Ryukyu Retsuzo, Volum 8, Okinawa/Amami/Tokara 1974-1978) Tòquio: Miraisha, 2012.ISBN 978-4-624-90028-1
- 氾濫 (Desbordament), Tòquio: Case, 2018. Text en anglès i japonès. ISBN 9784908526190

## Publicacions en català
- La il·lusió documental, publicat per l'Associació Cultural Ca l'Isidret. Traducció de Jordi Mas López, Pròleg de Dani S. Álvarez. Disseny del llibre de Kentaro Terajima. Publicat a l'abril de 2018. ISBN 978-84-941484-9-1.